# Fåfängholmen, Borgå
Fåfängholmen är en ö i Finland. Den ligger i Finska viken och i kommunen Borgå i den ekonomiska regionen  Borgå i landskapet Nyland, i den södra delen av landet. Ön ligger omkring 34 kilometer öster om Helsingfors.
Öns area är 44,4 hektar och dess största längd är 1,2 kilometer i sydväst-nordöstlig riktning. Ön höjer sig omkring 35 meter över havsytan.